# Eötvös Péter
Eötvös Péter (Székelyudvarhely, 1944. január 2. – Budapest, 2024. március 24.) a Magyar Szent István-rendel kitüntetett, kétszeres Kossuth-díjas magyar zeneszerző, zenepedagógus és karmester, a 20–21. század egyik legelismertebb kortárs operaszerzője. Nemzetközileg elismert karmesterként és sikeres operák, zenekari művek és koncertek zeneszerzőjeként a zenei élet egyik legjelentősebb és legbefolyásosabb személyiségének tekintik.

## Életpályája
Felsőfokú zeneművészeti tanulmányait Budapesten végezte: tizennégy éves korában Kodály Zoltán javaslatára felvették a Liszt Ferenc Zeneművészeti Főiskolára. Itt 1965-ig folytatott tanulmányokat, majd 1966-68 között a kölni zeneművészeti főiskolán (Hochschule für Musik Köln, ma: Hochschule für Musik und Tanz Köln) volt hallgató.
Zenei pályáját a Vígszínház zenei vezetőjeként kezdte (egy évig töltötte be ezt a posztot a hatvanas évek elején). 1963 és 1971 között film- és színházi kísérőzenék komponálásával foglalkozott. Többek között több Fábri Zoltán-, Makk Károly-, Huszárik Zoltán- és Szabó István-film zenéjét is ő írta. 1966-ban Kölnbe költözött, ahol a Musikhochschulében folytatott karmesteri tanulmányokat, majd 1967-től egy évig a Kölni Opera korrepetitora lett.
A következő évben kezdődött együttműködése a Stockhausen Együttessel, amelynek 1976-ig tagja maradt. Közben 1971-ben a Kölni Rádió elektronikus zenei realizátora lett, egészen 1979-ig, majd 1991-ig a Pierre Boulez alapította párizsi Ensemble InterContemporain zeneigazgatója lett. Közben rendszeresen hívták vendégkarmesternek: 1985–1988 között több alkalommal vezényelte a londoni BBC Szimfonikus Zenekart, majd 1992 és 1995 között a Budapesti Fesztiválzenekar rendszeresen visszatérő vendégkarmestere volt, illetve többször koncertezett a Nemzeti Filharmonikusokkal is, mint a kortárs zene egyik legelismertebb interpretátora.
1994-ben a Holland Rádió Kamarazenekarának vezető karmestere lett. Közben zenepedagógiai tevékenységet is folytatott: 1992–1998 között a karlsruhei, majd 1998-tól a Kölni Zeneművészeti Főiskola professzora lett. 1991-ben a pályakezdő karmestereket segítő intézetet alapított Fiatal Karmesterek Nemzetközi Eötvös Intézete néven. 2003 és 2005 között a Stuttgarti Rádió Szimfonikus Zenekarának, 2003-tól 2007-ig a Göteborgi Szimfonikus Zenekarnak, 2009-től 2011-ig pedig a bécsi Rádió Filharmonikus Zenekarának első vendégkarmestere volt.
Közben 2004-ben visszaköltözött Magyarországra, azóta ideje jelentős részét itt tölti. Ebben az évben a róla elnevezett intézet is Budapestre költözött. Professzori munkája azonban továbbra is a karlsruhei és a kölni Zeneművészeti Főiskolához kötötte egészen 2007-ig. Rendszeresen tanít mesterkurzusokon szerte a világon, visszatérő professzora a szombathelyi Bartók Szemináriumnak is.
1991-ben létrehozta a Nemzetközi Eötvös Intézet Alapítványt, 2004-ben pedig az Eötvös Péter Kortárszenei Alapítványt. Alapítványai a fiatal zeneszerzőket és karmestereket segítik, ösztöndíjat, továbbképző kurzusokon való részvételt biztosítva számukra.
Munkássága elismeréseként számos kitüntetésben részesült. 1988-ban a francia kulturális miniszter odaítélte neki az Ordre des arts et des lettres tiszti fokozata állami kitüntetést, 2013-ban pedig a parancsnoki fokozatot. 1997-ben Budapesten megkapta a Bartók–Pásztory-díjat. 1997-ben a berlini Akademie der Künste, 1998-ban a budapesti Széchenyi Irodalmi és Művészeti Akadémia, 1999-ben pedig a drezdai Sächsische Akademie der Künste választotta tagjai közé. 2000-ben a Christoph und Stephan Kaske Stiftung jubileumi díjával jutalmazták, a következő évben pedig a Gundel-díjat vehette át Az álmok hídján mentem című színpadi hangjátékáért.
2002-ben Kossuth-díjat kapott, 2003-ban Budapest díszpolgárává választották, majd 2004-ben a cannes-i expón neki ítélték a legjobb kortárs zeneszerző díját, a BMC lemezkiadó Eötvös Péter-lemeze pedig különdíjban részesült. Még ez év április 3-án újabb kitüntetést kapott: a Pro Europa Kulturális Alapítvány európai zeneszerzői díjjal tüntette ki a kulturális párbeszédet elősegítő, kiemelkedő művészi és pedagógiai tevékenységéért. A Frankfurter Musikpreis díjat 2007-ben, a Magyar Kultúra Nagykövete kitüntetést 2008-ban vehette át. Nagy-Britanniában pedig megkapta a Royal Philharmonic Society zenei díját.
Operája, a Három nővér, 1998-ban elnyerte a Grand prix de la critique 1997/98 – Prix Claude-Rostand (Párizs), a Victoires de la Musique Classique et du Jazz 1999" (Párizs) és a Prix Caecilia (Brüsszel) díjakat.
2001-ben Eötvösnek ítélték oda a Gramofon Magazin által alapított Magyar Klasszikus Díjat. Művei partitúráit az Editio Musica Budapest, a Salabert Paris, a Ricordi München és a Schott Music Mainz kiadók jelentetik meg rendszeresen, lemezen pedig a BMC, a DGG, az ECM, az EMI, a Gramophon AB BIS és a Kairos Wien kiadásában kerülnek forgalmazásra.

## Fontosabb díjai, elismerései
- Ordre des Arts et des Lettres (Franciaország) tiszti fokozat (1988), parancsnoki fokozat (2013)
- A Berlini Művészeti Akadémia tagja (1997)
- Bartók Béla–Pásztory Ditta-díj (1997)
- Christoph und Stephan Kaske Stiftung jubileumi díja (2000) [9]
- Gundel művészeti díj (2001)
- Magyar Klasszikus-díj (2001)
- Kossuth-díj (2002)
- Royal Philharmonic Society zenei díja (2002)
- Prize SACD Palmarès „Prix Musique” kategóriában (2002)
- Commandeur de l’Ordre des Arts et des Lettres (2003)
- Freeman of Budapest (2003)
- Budapest díszpolgára (2003)
- Pro Europa zeneszerzői díj (2004)
- Cannes Classical Award for Living Composer (2004) [10]
- Bartók Béla-emlékdíj (2006)
- Nemzetközi zenei szaksajtó nagydíja – Antoine Livio-díj (2006) [11]
- Frankfurter Musikpreis díj (2007)
- Magyar Kultúra Nagykövete kitüntetés (2008)
- Arany Oroszlán életműdíj (2011) [12]
- Magyar Szent István-rend (2015)
- Prima Primissima díj (2017)[13]
- Goethe-érem(wd) (2018)[14]
- Terras sem Sombra Nemzetközi díj (2018)
- Hazám-díj (2018)
- Kossuth-nagydíj (2024)

## Lemez- és műdíjai
- Claude-Rostand-díj (1998 – a Három Nővér című operáért), Franciaország
- Victoires de la Musique Classique et du Jazz-díj (1999 a Három Nővér című operáért), Franciaország
- Charles Cros Akadémia Nagydíj (1999 – a Három nővér című operáért), Franciaország
- Diapason d’or de l’année (2000 – a Három nővér című operáért), Franciaország
- ECHO Preis (2000 – a Három nővér című operáért), Németország
- Prix Caecilia (2000 – a Három nővér című operáért), Belgium
- Golden Prague-Nagydíj (2003 – a Le Balcon című operából készített filmért), Csehország
- Grammy-díj jelölés (2004), USA
- Prix de Composition Musicale (2008 – a Seven című hegedűversenyért), Monaco
- German Record Critics´Award (2011 – Ligeti: Requiemért), Németország
- Fonogram (CD prize – 2011), Magyarország
- Echo Klassik Musikpreis (2012 – Ligeti: Requiemért), Németország
- Grammy-díj jelölés (2012), USA
- Echo Klassik Musikpreis (Concerto recording of the year – 2013), Németország
- Gramophone Award (2013), Németország
- Grammy-díj jelölés (2013), USA
- ICMA Award (2014) – Bartók-Eötvös-Ligeti – CD Naïve
- Gejutsu’s Record Academy Award (2015), Japán
- Grand prix de la Fondation Simone et Cino del DUCA (2016), Franciaország
- Fondation Simone et Cino Del Duca művészeti nagydíja (2016)[15]
- Artisjus-díj Az év komolyzenei műve (2017)[16] Oratorium Balbulum című művéért

## Akadémiai tagságai
- Akademie der Künste Berlin
- Széchenyi Akadémia Budapest
- Sächsische Akademie der Künste Dresden
- Royal Swedish Academy of Music Stockholm
- Royal Flemish Academy of Belgium
- Honorary Academician Santa Cecilia Roma

## Művészete
Eötvös Péter az egyik legelismertebb kortárs zeneszerző. Európa legnagyobb zenekarai és operaházai rendszeresen rendelnek tőle műveket. Operái többek között a Glyndebourne Festival Opera, a Müncheni Opera és a Madridi Opera részére készültek (készülnek). Zenekari műveit a Berlini Filharmonikusok, a Gulbenkian Zenekar és a párizsi Rádió Filharmonikus Zenekara részére komponálja.
Zeneművei Európában és Amerikában egyaránt nagy népszerűségnek örvendnek, öt operáját is rendszeresen műsoron tartják a világ dalszínházai. Karmesterként a modern zene egyik legkiválóbb interpretátoraként tartják számon, a világ legnagyobb zenekarainak rendszeresen visszatérő dirigensei közé tartozik. Csak karmesteri sikerei után sikerült zeneszerzőként is áttörnie, noha első tanult szakmája a zeneszerzés.
Zeneszerzőként sohasem elégedett meg azzal, hogy pusztán zenét komponáljon, hanem mindig is egy komplex művészeti élmény, egy rituális esemény részesévé akarta avatni hallgatóságát. Ezzel szembehelyezkedett a 20. században olyan divatos absztrakt zenei törekvésekkel. Saját elmondása szerint a zene ceremónia, ahogy azt az ősi kultúrákban is értelmezik.
Az utóbbi években elsősorban mint operaszerző szerzett magának hírnevet. Már legelső teljes estés operájával, az 1998-ban Lyonban bemutatott Három nővérrel világsikert ért el. Az ördög tragédiáját 2010-ben Münchenben mutatták be, Kovalik Balázs rendezésében. A Paradise reloaded című operájának története egy átdolgozása az előzőnek, ebben Lilith (Ádám első, száműzött felesége) kerül a központba. Legutóbbi, Sleepless című operáját, mely Jon Fosse Trilógia című elbeszélésfüzére alapján készült, a Berlini Állami Opera mutatta be 2021. november 28-án.

## Magánélete
1968-tól a felesége volt Molnár Piroska színésznő, akitől elvált, és akitől egy fia született, Eötvös György (1969–1995). Második házasságát 1976-ban kötötte Pi-Hsien Chen kínai származású zongoraművésznővel, közös gyermekük, Ann-Yi 1977-ben született. 1995-ben harmadszor is megnősült: felesége és állandó alkotótársa: Mezei Mari.

## Művei

### Színpadi művek
- Harakiri, kamaraopera (1973)
- Radames, kamaraopera (1985/1997)
- Three Sisters (A három nővér), opera Csehov drámája nyomán (1996–97)
- "As I Crossed a Bridge of Dreams", opera (1998–99)
- La Balcon, opera (2001–02)
- Angels in America, opera (2002–04)
- Lady Sarashina, opera (2007)
- Love and other Demons (Szerelemről és más démonokról) [1. verzió], opera (2007)
- Die Tragödie des Teufels, opera (2009)
- Paradise Reloaded (Lilith), opera (2012–13)
- Golden Dragon (Aranysárkány), opera (2013–14)
- Senza sangue (Vértelenül), opera 1 felvonásban (2014–15)
- Love and other Demons (Szerelemről és más démonokról) [2. verzió], opera (2015–16)
- Sleepless, opera 2 felvonásban (2018-2020)
- Valuska, Commedia tragica tizenkét képben, egy felvonásban (bemutató: 2023 december 2.)[22]

### Művek kamaraegyüttesre, zenekarra, szólóhangszerrel és anélkül
- Windsequenzen, együttesre (1975–87)
- Intervalles-Intérieurs, együttesre (1981)
- Pierre Idyll, kamaraegyüttesre (1984; visszavonva)
- Steine, együttesre (1985–90)
- Chinese Opera, zenekarra (1986)
- Triangel, concerto ütőhangszerekre és zenekarra (1993)
- Psychokosmos, cimbalomra és zenekarra (1993)
- Shadows [1. változat], fuvolára, klarinétra és zenekarra (1996)
- Shadows [2. változat], fuvolára, klarinétra és együttesre (1996)
- Replica, versenymű brácsára és zenekarra (1998)
- zeroPoints, zenekarra (1999)
- 600 impulse, brass együttesre (2000; visszavonva)
- Paris-Dakar, két harsonára, brass együttesre és ütőkre (2000)
- Snatches of a conservation, együttesre (2001)
- Jet Stream, versenymű trombitára és zenekarra (2002)
- CAP-KO, concerto akusztikus zongorára, billentyűs hangszerre és zenekarra (2005)
- Hegedűverseny No.1 – Seven, hegedűre és zenekarra (2006)
- Konzert für zwei Klaviere, két zongorára és zenekarra (2007)
- Levitation, két klarinétra és vonószenekarra (2007)
- Cello Concerto Grosso, csellóra és zenekarra (2010–11)
- The gliding of the eagle in the skies, szimfonikus zenekarra (2011)
- White Numbers, zenekarra (2011)
- Hegedűverseny No.2 – DoReMi, hegedűre és zenekarra (2012)
- Speaking Drums, concerto ütőhangszerekre és zenekarra (2012–13)
- Hommage à Domenico Scarlatti, kürtre és vonószenekarra (2013)
- da Capo, cimbalomra és kamarazenekarra (2013–14)
- Dialog mit Mozart – da Capo, zenekarra (2016)
- Alla vittime senza nome, zenekarra (2016)
- Multiversum, orgonára, hammond orgonára és zenekarra (2017)
- Reading Malevich, zenekarra (2017–18, rev.: 2020)
- Per Luciano Beriot, zenekarra (2018; a 2003-as Erdenklavier-Himmelklavier nr. 2 c. zongoramű nyomán)
- Hegedűverseny No.3 – Alhambra, hegedűre és zenekarra (2018)
- Aurora, nagybőgőre és vonószenekarra (tervezett bemutató: 2019. december 8.)
- Cziffrhapsodie, zongoraverseny, zongorára és zenekarra (tervezett bemutató: 2020)
- Saxophone concerto, szaxofonra és zenekarra (tervezett bemutató: 2021–22)

### Kamaraművek
- Brass – The Metal Space, 7 rézfúvóshangszerre és két ütőhangszerre (1990)
- Korrespondenz, vonósnégyesre (1992)
- Derwishtanz [1. változat], szólóklarinétra vagy három klarinétra (1993)
- Psalm 151, szóló ütőhangszerre (1993)
- Thunder, szóló ütőhangszerre (1993)
- Psy [1. változat], fuvolára, csellóra és cimbalomra (1996)
- Psy [2. változat], fuvolára, brácsára és hárfára (1996)
- Derwishtanz [2. változat], négy fuvolára (2001)
- Zwei Promenaden, ütőhangszerre, billentyűs hangszerre és tubára (2001; a Triangelből)
- désaccord 1 (in memoriam B. A. Zimmermann), két brácsára (2001; visszavonva)
- Encore, vonósnégyesre (2005)
- Sonata per sei (2006)
- Octet, fuvolára, klarinétra, két fagottra, két trombitára és két harsonára (2008)
- Cadenza, szólófuvolára (2008)
- New Psalm. ütőhangszerre (2012–13)
- Dodici, tizenkét csellóra (2013)
- Lectures différentes, szaxofon kvartettre (2014)
- a Call, szólóhegedűre (2015. december)
- para Paloma, szólóhegedűre (2015)
- Molto Tranquillo, piccolóra, csellóra és zongorára (2015)
- ,,Now, Miss!”, hegedűre és csellóra (2016)
- Joyce, klarinétra és vonósnégyesre (2017)
- Sentimental, szólótrombitára (2017)
- Joyce, szólóklarinétra (2018)
- désaccord 2, két brácsára (2018)
- Töredék Arany János balladájából, szólófagottra (2018)
- Adventures of the dominant seventh chord, szólóhegedűre (2019)
- Langsamer Marsch, hegedűre, brácsára és csellóra (2020)
- Trio á cordes, hegedűre, brácsára és csellóra (2020)

### Vokális művek a capella
- Egyedül, a capella vegyeskarra (1956)
- A magyar romokon, a capella vegyeskarra (1959)
- Drei Madrigalkomödien, tizenkét énekhangra (1963–90)
  - No.1 Insetti galanti (1970–90)
  - No.2 Hochzeitsmadrigal (1963–6)
  - No.3 Moro Lasso (1963–72)
- Solitude (Egyedül), a capella vegyeskarra (2006; lásd: 1956)
- Herbsttag, a capella női karra (2011)
- Goretsch, Goretsch!, szóló mezzoszoprán hangra (2017)
- A nyári felhő (Varró Dániel), a capella női karra (2017)
- Drei Aphorismen von Heinrich Heine, a capella kórusra (2019)

### Vokális művek egy hangszer-, együttes-, vagy zenekari kísérettel
- Intimus, baritonhangra és csellóra (1973)
- Endless Eight I., kórusra és együttesre (1981; visszavonva)
- Endless Eight II, kórusra és együttesre (1988–89; visszavonva)
- Atlantis (Weöres Sándor), bariton-és szopránhangra, virtuális kórusra és zenekarra (1995)
- Két monológ (Csehov), baritonhangra és zenekarra (1998)
- Two Poems to Polly, csellóra és beszédre (1998)
- IMA, kórusra és zenekarra (2002)
- Natasha, szopránhangra, csellóra, klarinétra és zongorára (2006)
- Octet plus, szopránhangra, fuvolára, klarinétra, két fagottra, két trombitára és két harsonára (2008)
- Schiller, energische Schönheit, 8 énekhangra, 8 fúvósra, 2 ütősre és harmonikára (2010)
- Die lange reise, ballada szopránhangra és zongorára (2014; az aranysárkány c. operából)
- Halleluja – Oratorium balbulum, mezzoszoprán és tenorhangra, kórusra és zenekarra (2015)
- The sirens cycle, szopránhangra és vonósnégyesre (2015–16)
- Duna hangja, gyermekkarra és zenekarra (2017)
- Secret Kiss, melodráma narrátorra és öt hangszerre (2018)
- Siren's Song, kórusra és zenekarra (2020)

### Művek billentyűs hangszer(ek)re
- Öt zongoradarab (1959-61)
  - No.1 Rondo (1961)
  - No.2 Improvisation (1961)
  - No.3 Scherzo (1960)
  - No.4 Adagio (1959)
  - No.5 Hommage à Haydn (1959)
- Kosmos, zongorára (1961; rev.: 1999 [két zongorára])
- Kosmos, két zongorára (1999; lásd zongorára: 1961)
- Erdenklavier-Himmelklavier nr.1, zongorára (2003)
- Erdenklavier-Himmelklavier nr. 2. „in memoriam Luciano Beriot”, zongorára (2003/2006; lásd zenekarra: 2018)
- Un taxi l´attend, mais Tchékhov préfère aller à pied., zongorára (2004)
- UNICEF, zongorára (2005)
- Dances of the Brush-footed Butterfly, zongorára (2012)
- rose!, zongorára (2015)
- Lisztomania, zongorára négy kézre (2018)
- 10 secondes pour le dixième anniversaire de Casa da musica, zongorára (2021)

### Elektronikus művek
- Mese, hangszalagra (1968)
- Tücsökzene, zene magnószalagra (1980)
- Cricketmusik, elektronikus zene (1970)
- Music for New York, szoprán szaxofonra, ütőimprovizációra és hangszalagra (1971)
- „Now, Miss!”, hegedűre és szintetizátorra (1972)
- Airport-Oeldorf, orgonára és szintetizátorra (1973)
- Elektrochronik, elektromos zene (1974)
- Hommage à Kurtág (1975)
- Rottenbiller utca 16–22. (1990)
- Der Blick, multimédia zene (1997; visszavonva)
- The Art of Virus (2020)

### Színpadi és filmkísérőzenék
- Büchner: Leonce és Léna, kísérőzene (1961)
- Sean O'Casey: Az ezüst kupa, kísérőzene (1961)
- Rózsa János: Tér, filmzene (1962)
- Gábor Pál: Prometeusz, filmzene (1962)
- Gábor Pál: A megérkezés, filmzene (1962)
- Esztergályos Károly: Ötödik pozícióban, filmzene (1962)
- Gábor Pál: Aranykor, filmzene (1963)
- Tennessee Williams: Üvegfigurák, kísérőzene (1963)
- O'Neill: Amerikai Elektra, kísérőzene (1963)
- Madách: Az ember tragédiája, kísérőzene (1963)
- Twist Olivér, színházi zene (1963)
- Fábri Zoltán: Nappali sötétség, filmzene (1963)
- Bácskay-Lauro István: Igézet, filmzene (1963)
- Szabó István: Álmodozások kora, filmzene (1964)
- Lakatos Iván: Mozaik, filmzene (1964)
- Lermontov: Hóvihar, kísérőzene (1964)
- Pirandello: Hat szerep keres egy szerzőt, kísérőzene (1964)
- Anouilh: Becket, kísérőzene (1965)
- Hét szem mazsola, színházi zene (1965)
- Ellopott bejárat, színházi zene (1965)
- Szücs János: Szomjuság, filmzene (1965)
- Oláh Gábor: Három kívánság, filmzene (1965)
- A nő, filmzene (1965)
- Foltos és Fülenagy, színházi zene (1966)
- Katona: Bánk bán (1968)
- Krétarajzok, filmzene (1968)
- Különös melódia, filmzene (1968)
- Shakespeare: Téli rege, kísérőzene (1969)
- Shakespeare: Athéni Timon, kísérőzene (1969)
- Szemes Mihály: Az alvilág professzora, filmzene (1969)
- Kardos Ferenc: Egy örült éjszaka, filmzene (1969)
- Tóth János: Aréna, filmzene (1969)
- Huszárik Zoltán: Amerigo Tot, filmzene (1969)
- Makk Károly: Macskajáték, filmzene (1974)
- Sára Sándor: Tüske a köröm alatt, filmzene (1987)
- Elek Judit: Tutajosok, filmzene (1990)
- Sára Sándor: Könyörtelen idők, filmzene (1991)

## Könyv
- Eötvös Péter–Pedro Amaral: Parlando, rubato. Beszélgetések, monológok és egyéb kitérők; ford. Jancsó Júlia(wd); Rózsavölgyi, Budapest, 2015